# Paradise (EP, Anohni)
Paradise je sedmipísňové EP transgenderového zpěváka Anohniho. Vydáno bylo 17. března roku 2017 společností Secretly Canadian. Jeho producenty byli Hudson Mohawke a Oneohtrix Point Never. V hitparádě Heatseekers Albums časopisu Billboard se deska umístila na 24. příčce.

## Seznam skladeb
1. „In My Dreams“ – 3:01
2. „Paradise“ – 4:28
3. „Jesus Will Kill You“ – 3:27
4. „You Are My Enemy“ – 2:38
5. „Ricochet“ – 3:59
6. „She Doesn't Mourn Her Loss“ – 5:10
7. „I Never Stopped Loving You“ – 6:27